# Edmond H. Fischer
Edmond Henri Fischer (Shanghái, 6 de abril de 1920-Seattle, 27 de agosto de 2021) fue un bioquímico suizo-estadounidense.

## Biografía
Se licenció en Química en la Universidad de Ginebra. Emigró a Estados Unidos para trabajar como investigador asociado de la Fundación Rockefeller. Desde 1961 ocupó la cátedra de Bioquímica de la Universidad de Washington.
Recibió el Premio Nobel de Fisiología o Medicina en 1992 compartido con Edwin G. Krebs, por sus trabajos conjuntos sobre la fosforilación de las proteínas.
Fue el presidente honorario del Consejo Cultural Mundial desde 2007 hasta 2014.